# Gérard Mulliez
Gérard Paul Louis Mulliez (ur. 13 maja 1931 w Roubaix) – francuski przedsiębiorca, jeden z najzamożniejszych Francuzów, założyciel organizacji Association Familiale Mulliez – będącej właścicielem między innymi sieci handlowych: Auchan, Leroy Merlin, Decathlon.
Gérard Paul Louis Mulliez jest synem Gérarda Mulliez (1906–1989), prezesa przedsiębiorstwa rodzinnego z branży tekstylnej Phildar, oraz Françoise Robertine Marie Cavrois (1911–2008).
Markę Auchan założył w 1961 r. po powrocie ze Stanów Zjednoczonych, w których obserwował funkcjonowanie tamtejszych sklepów samoobsługowych. Sześć lat później powstał pierwszy hipermarket, a w 1969 centrum handlowe. W 1981 r. otworzył pierwszy sklep za granicami Francji – w Hiszpanii.
Znany jest z niechęci do banków, giełdy oraz funduszy inwestycyjnych. Z tego względu nie wprowadził spółki na giełdę.
W 2004 otrzymał Legię Honorową. 
Po braku reakcji ze strony wszystkich sieci należących do AFM na inwazję Rosji na Ukrainę w 2022 media przypisują Gérardowi posługiwanie się w życiu maksymą "Pecunia non olet".